# حماسه وینلند
حماسۀ وینلند (ژاپنی: ヴィンランド・サガ هپبورن: Vinrando Saga) یک مجموعه مانگای تاریخی ژاپنی است که اثر ماکوتو یوکیموراست. این مانگا توسط انتشارات کودانشا منتشر شده‌است و اولین بار در هفته‌نامۀ شونن کودانشا منتشر شد و سپس به ماهنامه افترنون منتقل شد.
یک مجموعه تلویزیونی انیمه ۲۴ قسمتی نیز بر پایه نسخه مانگا و به کارگردانی شوهی یابوتا توسط استودیوی ویت دستمایه اقتباس قرار گرفت که از ۷ ژوئیه ۲۰۱۹ تا ۲۹ دسامبر ۲۰۱۹ در حال پخش بود. پخش فصل دوم مجموعه انیمه نیز به استودیوی ماپا سپرده شد و از ژانویه تا ژوئن ۲۰۲۳ به تعداد ۲۴ قسمت در شبکه‌های توکیو ام‌ایکس، بی‌اس۱۱، جی‌بی‌اس، و ای‌تی-ایکس به نمایش درآمد.

## داستان
این اثر وقایع مربوط به حماسه وینلند در سال ۱۰۱۳ میلادی در انگلستان را شرح می‌دهد زمانی که انگلستان توسط پادشاه دانمارک سوئین فورک ریش فتح شده‌است. هنگامی که پادشاه سوئین به مرگ نزدیک می‌شود، فرزندانش، شاهزاده هارالد و پرنس کانوت، در مورد جانشینی او به اختلاف می‌افتند. همچنین داستان عناصری را از روایت‌های تاریخی دوره مانند فلاتیجاربوک، حماسه گرینلندرها و حماسه‌های اریک سرخ در خود دارد.

## شخصیت‌ها
حماسه وینلند شامل ترکیبی از شخصیت‌های تاریخی، آخرالزمانی و شخصیت‌های دیگراست. شخصیت‌های اصلی‌تبار دانمارکی دارند. وایکینگ‌ها برای کمک به حمله پادشاه سوئین یا همان اسون ریش‌چنگالی به انگلیس به این کشور آورده شدند. اکثر مبارزان باهوش هستند و گرچه هیچ‌کدام به صراحت غیرانسانی نیستند، منتقدان این سریال اظهار داشتند که در هنگام جنگ، از حد انسانی بسیار فراتر می‌رود.

### Thorfinn تورفین
صداپیشگان: یوتو اومورا، شیزوکا ایشیگامی
تورفین بر اساس شخصیت تاریخی کاشف وینلند، تورفین کارلسفنی، یک مبارز نوجوان که در خدمت آسکلاد است، اگرچه او از فرمانده خود متنفر است که پدرش تورس را به قتل رسانده و قسم خورده‌است که او را در یک دوئل می‌کشد. برای به دست آوردن حق شرکت در این دوئل‌ها، او باید شاهکارهای سختی را برای آسکلاد مانند خرابکاری یا کشته شدن ژنرال‌های دشمن انجام دهد. تورفین از طریق مادرش هلگا یک نجیب جمسویکینگ است و استعدادهای بدنی فوق‌العاده ای را از پدرش به ارث برده‌است. این سرسختی اغلب او را برای جنگ با مخالفان باتجربه‌تر هزینه می‌کند. پس از کشته شدن آسکلاد، تورفین دچار خشم می‌شود و سعی می‌کند شاهزاده کانوت را بکشد، که نتیجه آن این است که وی برای یک کشاورز برده می‌شود.

### Akeladd اشلاد
صداپیشه: نائویا اوچیدا
آسکلاد یا آشلاد فرمانده یک باند کوچک اما قدرتمند وایکینگ است که موفقیت خود را مدیون هوش استثنایی آسکلاد است. او نیمه دانمارکی و نیمه ولزی است و پسر شاهزاده خانم ولزی است که توسط یک مهاجم وایکینگ اسیر شده‌است. او به افسانه آوالون اعتقاد دارد، که از او الهام گرفته‌است تا از پیشنهاد شاهزاده کانوت برای پادشاهی دانمارکی‌ها حمایت کند و در نهایت  پادشاه سوئین را کشت تا بتواند کانوت را به عنوان پادشاه دانمارک نصب کند و از امنیت ولز از دانمارک اطمینان حاصل کند. ده سال پیش از داستان اصلی وینلند ساگا، آسکلاد برای ترور تورس، پدر تورفین، قراردادی را پذیرفت. وی در جریان حمله وایکینگ‌ها و جنگ در انگلیس، تورفین را که تمایل به انتقام از وی را داشت با حیله در خدمت خود نگاه داشت تا بتواند از این جنگجوی با استعداد استفاده کند. آسکلاد یکی از ماهرترین مبارزان این سریال است و به ویژه در پیش‌بینی حرکت حریفان خود در نبرد مهارت دارد. نامی که مادر وی به وی داده‌است لوسیوس آرتوروس کاستوس، پادشاه قانونی انگلیس است. آسکلاد نام عسکلاددن، شخصیت قومی نروژی را دارد که به دلیل زیرکی شناخته شده‌است.

### Bjorn بیورن
صداپیشه: هیروکی یاسوموتو
بیورن فرماندهٔ دوم آسکلاد است، مردی تنومند که برای عشق به جنگ می‌پردازد. او از طریق مصرف برخی قارچ‌ها قادر به افزایش قدرت است. بیورن در اثر جراحات وارده بخاطر محافظت از شاهزاده کانوت در گینزبورو بشدت مجروح شد. مصدومیت‌ها به حدی جدی بود که مدت زیادی برای زندگی نداشت و بعداً او در یک دوئل آسکلاد را به چالش کشید. در طول دوئل، بیورن فاش کرد که همیشه دوست داشت دوست آسکلاد باشد و آسکلاد جواب داد که او تنها دوست او است، قبل از اینکه او را بکشد. Bjørn به معنای «خرس» است، نام مشخصی که معمولاً با وایکینگ‌ها در ارتباط است.

### Thors تورس
صداپیشه: کنیچیرو ماتسودا
تورس پدر تورفین، یک ژنرال «وایکینگ‌های یومز» است که قدرت و توانمندی رزمی و فوق العاده او باعث شده بود که لقب "ترول جوم" را به دست آورد. تورس پس از تولد فرزندانش از جنگ کناره می‌کشد، مرگ خود را در نبرد Hjörungavágr جعل می‌کند، و بازنشسته می‌شود تا پس از دور شدن، به یک کشاورز صلح جوی تبدیل شود. جامسویکینگ بعداً کشف کرد که تورس زنده است و او را مجبور می‌کند به میدان نبرد بازگردد. قبل از ورود او به جنگ، به وسیله یک رفیق سابق، فلوکی، که اسکلاد را برای ترور او استخدام می‌کند، خیانت می‌شود. تورس تا حد زیادی بزرگترین جنگنده ای برای حضور در این سریال محسوب می‌شود، که امثال آسکلاد و تورکل را در جنگ تن به تن و با دست خالی شکست داد. این قدرت او چنان بود که فلوکی مایل نبود او را به‌طور مستقیم، حتی با یک لشکر از جنگجویان جامسویکینگ، به‌طور مستقیم درگیر کند.

### Thorkell تورکل
صداپیشه: آکیو اوتسوکا
تورکل یک ژنرال جومسویکینگ و برادر رئیس جومسویکینگ است. یک مرد غول پیکر که عاشق جنگ است و همین عشق به جنگ او را به حمایت از شاهزاده کانوت برای پادشاهی دانمارکها سوق می‌دهد. قبل از مرگ تورس، آنها باهم کار می‌کردند. او دوبار با تورفین دوئل می‌کند و هر بار پیروز می‌شود، اگرچه در دوئل اول دو انگشت خود را از دست می‌دهد و یک چشم در دوئل دوم. در هنگام درگیری با گروه آسکلاد، او نیزه ای را با چنان نیرو پرتاب کرد که سه مرد را به‌طور یکنواخت، به رغم اینکه از فاصله دوری پرتاب شد، به یکباره کشت. شخصیت تورکل براساس تورکل قد بلند ساخته شده‌است، یک ارباب تاریخی جومسویکینگ که مربی کانوت در فلاتیجاربوک است.

### Canute کانوت
صداپیشه: کنشو اونو
کانوت یک شاهزاده ۱۷ ساله دانمارکی است. او در ابتدا به صورت ترسو با ظاهری زن نما و عدم توانایی در عملکرد به تصویر کشیده شده‌است. این صفات به همراه مسیحیت قوی او، او را مسخره می‌کنند که با وایکینگ‌ها کار می‌کند. با این حال، پس از مرگ راگنار، وی قدرتمند و سلطنتی می‌شود و آرزوی ایجاد آرمانشهر روی زمین را ایجاد می‌کند. به همین منظور، او نقشه می‌کشد تا پدرش سوئین فوربارد را سرنگون کند و تاج دانمارکی‌ها را بگیرد. کانوت بر اساس پادشاه تاریخی کانوت بزرگ، برجسته‌ترین حاکم دانمارکی انگلیس بنا شده‌است.